# Ліндсей (округ Кук, Техас)
Ліндсей (англ. Lindsay) — місто (англ. city) в США, в окрузі Кук штату Техас. Населення — 1045 осіб (2020).

## Географія
Ліндсей розташований за координатами 33°38′32″ пн. ш. 97°13′11″ зх. д. / 33.64222° пн. ш. 97.21972° зх. д. (33.642308, -97.219725).  За даними Бюро перепису населення США в 2010 році місто мало площу 4,09 км², з яких 4,09 км² — суходіл та 0,00 км² — водойми.

## Демографія
Згідно з переписом 2010 року, у місті мешкало 1018 осіб у 367 домогосподарствах у складі 283 родин. Густота населення становила 249 осіб/км².  Було 379 помешкань (93/км²).
Расовий склад населення:
| - 95,5 % — білих - 1,1 % — азіатів - 1,0 % — корінних американців - 0,1 % — чорних або афроамериканців |

До двох чи більше рас належало 1,6 %. Частка іспаномовних становила 2,8 % від усіх жителів.
За віковим діапазоном населення розподілялося таким чином: 30,8 % — особи молодші 18 років, 57,0 % — особи у віці 18—64 років, 12,2 % — особи у віці 65 років та старші. Медіана віку мешканця становила 38,9 року. На 100 осіб жіночої статі у місті припадало 93,2 чоловіків;  на 100 жінок у віці від 18 років та старших — 95,6 чоловіків також старших 18 років.
Середній дохід на одне домашнє господарство  становив 101 228 доларів США (медіана — 83 750), а середній дохід на одну сім'ю — 118 440 доларів (медіана — 97 361). За межею бідності перебувало 0,7 % осіб, у тому числі 0,0 % дітей у віці до 18 років та 0,7 % осіб у віці 65 років та старших.
Цивільне працевлаштоване населення становило 587 осіб. Основні галузі зайнятості: виробництво — 22,8 %, освіта, охорона здоров'я та соціальна допомога — 18,7 %, мистецтво, розваги та відпочинок — 15,0 %.